# Ponto de ebulição

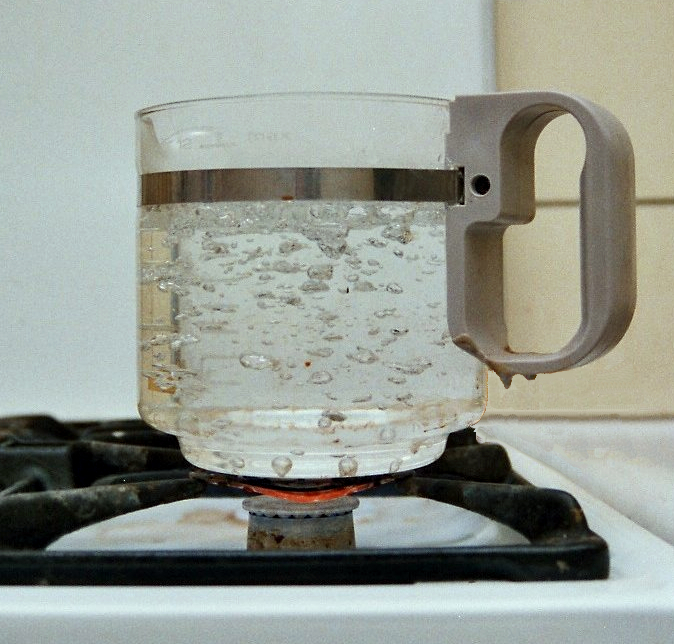
O ponto de ebulição da água é de 100º C

O ponto de ebulição ou temperatura de ebulição  de uma substância é a temperatura à qual a pressão do vapor de uma substância iguala a pressão externa .
Também pode ser entendido como o período de um processo em que um líquido está a sofrer mudança de fase, reduzindo sua fração em estado líquido e aumentando sua fração em estado gasoso, dadas as condições limítrofes como pressão atmosférica e taxa de calor — de forma mais rápida possível — geralmente  observando-se a formação rápida de bolhas de gás no interior do líquido. Essas bolhas, emergindo à superfície, dispersam-se na fase gasosa. Usualmente, 'ponto de ebulição' refere-se também à temperatura (ou temperaturas) nas qual essa condição ocorre.
De acordo com a definição IUPAC, ponto de ebulição é a temperatura na qual a pressão de vapor do líquido iguala-se à pressão da atmosfera à qual encontra-se submetido.
Para uma substância pura, os processos de ebulição ou de condensação ocorrem sempre a uma mesma temperatura, e esta se mantém constante durante todo o processo, ocorrendo o mesmo para os processos de fusão e ebulição de substâncias puras. Água pura ao nível do mar entra em ebulição a 100 ºC, e enquanto houver água em ebulição, a temperatura da água e do vapor formado permanecerão constantes ao longo de todo processo, mesmo que considerável quantidade de energia esteja sendo fornecida ao sistema na forma de calor a fim de induzir a transformação.
Diferente do verificado para substâncias puras, na grande maioria das misturas de duas ou mais substâncias as temperaturas de ebulição e condensação não se mantêm constantes ao longo da transformação, variando do início até o final da mudança de estado. Verificam-se nestes casos que há também segregação de componentes da mistura durante a mudança de fase, sendo este o princípio usado na separação de componentes via o processo de destilação, a exemplo. O mesmo observa-se na fusão - solidificação para a maioria das misturas. Para o caso do processo fusão-solidificação tem-se a solidificação de refrigerantes como exemplo. Nas primeiras fases da solidificação há a formação de gelo "de água", havendo notória segregação do xarope que integra o refrigerante - que permanece em forma líquida - contudo agora concentrada - no interior da garrafa. Para tais misturas, as mudanças de estado físico ocorrem em faixas ou intervalos de temperatura, a cada faixa associando-se a segregação de uma de suas componentes.
Há entretanto misturas que transformam de fase sem segregação de componentes e o fazem, de forma similar ao que se dá com substâncias puras, à temperatura constante. Tais misturas são denominadas misturas azeotrópicas. Uma mistura azeotrópica muito conhecida é o álcool líquido "96 graus" comercializado tradicionalmente em garrafas de plástico para uso doméstico. A mistura água e o álcool etílico, quando em proporção de 96% de álcool + 4% de água, formam uma mistura azeotrópica inseparável por destilação por se comportar como se substância pura o fosse. Impossível sua separação pelo método tradicional de destilação, este é comercializado em sua forma azeotrópica. A obtenção de álcool anidro, sem água, requer tecnologia diferente e mais específica, sendo por isto este geralmente também mais caro. Ao destilar-se uma mistura com elevada concentração de água e proporção menor de álcool obtém-se como primeiro produto não o álcool mas sim a citada mistura azeotrópica de álcool-água.
Em vista dos azeótropos deve-se ter cuidado pois nem todo material que entre em ebulição a uma temperatura constante é necessariamente uma substância pura, podendo este caracterizar-se em verdade uma mistura azeotrópica.
Comportamento similar é observado para misturas sólidas conhecidas como misturas eutéticas - misturas sólidas ou líquidas de duas ou mais substâncias em proporções bem definidas que dependem das substâncias envolvidas - para as quais se verifica-se que a temperatura de fusão é, a exemplo do verificado para substâncias puras, também constante durante todo o processo, e que a fusão ou solidificação se dão sem a segregação das componentes da mistura quando na devida proporção. A temperatura de fusão de misturas eutéticas é a menor possível se comparada as demais misturas estequiometricamente possíveis dos mesmos elementos. Como exemplo de mistura eutética (ou em proporções próximas a dela) tem-se a mistura de chumbo e estanho (proporção aproximada de 60% por 40%) formando a solda utilizada em circuitos eletrônicos.
Uma mistura líquida que constitui-se em uma mistura azeotrópica não é necessariamente também uma mistura eutética, e vice-versa, contudo não há nada que impeça uma mistura de caracterizar-se como eutética e azeotrópica simultaneamente.

## Sobre evaporação e ebulição
Tanto a evaporação, a ebulição e a calefação são tipos de vaporização. Como exemplos podemos citar:
- Evaporação, uma roupa secando no varal, a roupa está a uma temperatura abaixo do ponto de ebulição;
- Ebulição, uma panela com água fervendo a aproximadamente 100 °C ao nível do mar;
- Calefação, uma gotícula de água derrubada em um ferro de passar roupa numa temperatura bem maior que 100 °C, a gotícula "saltitará" no ferro quente até virar vapor por completo.

No processo de evaporação verifica-se que tanto a pressão parcial de vapor da substância na atmosfera em consideração (a pressão atrelada à fração desta substância já em estado gasoso) encontra-se menor do que a pressão de vapor esperada para o estado de equilíbrio líquido-vapor para o referido líquido, como também a pressão de vapor à temperatura em que o líquido se encontra, encontra-se abaixo da pressão total exercida pela atmosfera gasosa sobre o líquido. Em tais condições verifica-se uma lenta mudança de fase líquido-vapor denominada evaporação.
Na ebulição tem-se o líquido em temperatura tal que, além da situação anterior acerca da pressão parcial da substância comparada com à sua pressão de vapor, verifica-se agora também que a pressão de vapor esperada para o equilíbrio líquido-vapor para a substância em consideração iguala-se e tende a superar a pressão total exercida pelo meio. Há agora em consequência não uma lenta mas sim uma rápida mudança de fase líquido-vapor, esta certamente caracterizada pela intensa formação de bolhas de vapor no interior do líquido.
De acordo com a definição IUPAC, ponto de ebulição é a temperatura na qual a pressão de vapor líquido iguala-se a pressão atmosférica.
A pressão do vapor da água iguala-se à pressão exercida pela atmosfera ao nível do mar - 760 mmHg - quando a água encontra-se a 100 graus Celsius, e por tal a água entra em ebulição sob tal pressão total à citada temperatura. Contudo, a água evapora mesmo em temperaturas inferiores a 100 °C provido que sob tais condições a umidade relativa do ar - a razão entre a pressão parcial de vapor de água na atmosfera e a pressão de vapor à temperatura em consideração - encontre-se inferior a 100%.
Deve-se levar em conta que o ponto de ebulição varia diretamente com a pressão atmosférica, que, por sua vez, varia inversamente com a altitude.
A regra geral é que, quanto mais baixa for a pressão do sistema, menor será o ponto de ebulição e vice-versa. O ponto de ebulição da água em condições de atmosfera padrão é de 100 °C. A água, por exemplo, em pressões muito baixas, ferve a temperaturas bem inferiores a 100 °C.
No princípio do funcionamento de uma panela de pressão, há o aumento da pressão atmosférica dentro da panela, e isso faz com que o ponto de ebulição da água seja mais alto, podendo atingir temperaturas de até 120  °C, possibilitando um cozimento mais rápido do alimento.